# Dutch Clark
Earl Harry Clark (Fowler, Colorado, 11 de octubre de 1906 – Cañon City, Colorado, 5 de agosto de 1978), más conocido como Dutch Clark, fue un jugador profesional estadounidense de fútbol americano que se desempeñó en la posición de quarterback en la National Football League (NFL). Es miembro del Salón de la Fama del Fútbol Americano Profesional.

## Carrera
Clark, jugó como profesional siete temporadas en Detroit Lions (1931-1938), equipo en el que se retiró.

## Reconocimientos
- El 7 de septiembre de 1963 fue seleccionado para ser miembro del Salón de la Fama del Fútbol Americano Profesional.[3]
- En 1965, fue seleccionado para ser miembro del Salón de la Fama del Deporte de Colorado.